# Brandon Nimmo
Brandon T. Nimmo (ur. 27 marca 1993) – amerykański baseballista występujący na pozycji zapolowego.

## Minor League Baseball
Po ukończeniu szkoły średniej, w czerwcu 2011 został wybrany w pierwszej rundzie draftu z numerem trzynastym przez New York Mets. Zawodową karierę rozpoczął w GCL Mets i Kingsport Mets (poziom Rookie). Sezon 2012 spędził w Brooklyn Cyclones (Class A-Short), uzyskując średnią 0,248 i zdobywając 6 home runów (w tym 2 grand slamy). W 2013 występował w Savannah Sand Gnats (Class A), a w lipcu reprezentował klub w All-Star Futures Game, który odbył się na Citi Field w Nowym Jorku.
Przed rozpoczęciem sezonu 2014 został zaproszony do składu New York Mets na występy w spring training, jednak po jego zakończeniu został odesłany do  St. Lucie Mets (Class A-Advanced). 19 czerwca 2014 został zawodnikiem Binghamton Mets (Double-A). 29 kwietnia 2015 w meczu przeciwko Portland Sea Dogs, odniósł kontuzję lewego kolana w dziewiątej zmianie, a do gry powrócił 14 czerwca 2015. 28 lipca 2015 został przesunięty do Las Vegas 51s (Triple-A).
W listopadzie 2015 został włączony do składu New York Mets, by uchronić go przed przystąpieniem do Rule 5 Draft (draft, do którego przystępują zawodnicy organizacji klubu, niemieszczący się w 40-osobowej kadrze zespołu).

## Major League Baseball
Sezon 2016 rozpoczął od występów w Las Vegas 51s. 26 czerwca 2016 Nimmo został powołany do składu New York Mets za Michaela Conforto, który w poprzednich 25 meczach osiągnął średnią 0,107. W Major League Baseball Nimmo zadebiutował tego samego dnia w spotkaniu z Atlanta Braves. Dzień później w meczu z Washington Nationals zaliczył pierwsze uderzenie w MLB, zaś 1 lipca 2016 w meczu przeciwko Chicago Cubs zdobył pierwszego home runa, trzypunktowego, wyprowadzając Mets na prowadzenie 7–1. 17 lipca został odesłany Las Vegas 51s. Do składu Mets został powołany ponownie 29 lipca w miejsce kontuzjowanego Juana Lagaresa.